# Канюка Олександр Кузьмович
Канюка Олександр Кузьмович (нар. 12 листопада 1910, Гужівка, нині село Ічнянського району Чернігівської області — 26 лютого 2000, Міннеаполіс, США) — український графік, живописець та письменник.

## Життєпис
Як згадує Олександр про дитинство, життя в українському селі здавалось ідилією. У Гужівці він брав участь у сільському театрі, співав у місцевому хорі, мав багато друзів, міцно тримався українського обрядового календарного кола, типового для сільської громади. То були часи "українізації", Олександр навіть став одним з перших читачів українського "Зернятка". Середню школу закінчував у містечку Ічня (14 км від Гужівки). Бідний хлопчик якийсь час не мав що взути на ноги, щоб справно ходити до школи. Коли ж батько зміг придбати синові шкіряні черевики, Олександр шанував і доглядав за ними настільки добре, що вони слугували йому аж до закінчення "семирічки". Опісля хлопець продовжив навчання у медичній школі в Ніжині.
  Юність Олександра припала на страшні роки для України - роки "орадянщення", коли знищувалось усе національне, релігійне, духовне, хоч трохи заможне чи освічене. Українське село ретельно вимордовувалось  руками комсомолу та комнезаму,  селян системно перетворювали на найбіднішу та найзнедоленішу верству населення. Процеси "розкуркулювання", депортацій, арештів, повалення церков, щоб селяни не могли ніде знайти духовного опертя, породжували бажання тікати від усього цього. Олександр не міг погасити свій внутрішній біль, тож  разом з товаришем покидає Ніжин і їде у пошуках роботи світ за очі. Після поневірянь знаходить роботу лісоруба під Жмеринкою, та у 1930 році О.Канюку арештовують як польського шпигуна.  Як результат - три роки катівень Гулагу, сім в'язниць. І все це прибране у красиві гасла в газетах та солодкі обіцянки щастя для "своїх", вибраних системою для того "ілюзорного" щастя. Тіло, очі, чутливе серце повсюдно зіштовхувались  з голодом, брудом, людськими трагедіями. Про ці злочини проти людини та людства пізніше художник створить кілька документальних полотен, серед яких "На Сибір". Олександер та січовий стрілець Ковальчук, з яким він потоваришував у Гулагу, вирішують тікати. Переодягнувшись у працівників табору, маючи на руках фальшиві документи, запас їжі, одного дня вони покидають зону. Їм навіть щастить - люди, до яких вони звертаються, приходять на допомогу, підтримуючи харчами, надають житло, проте одного разу Канюка знову прокидається у таборі, де має можливість залікувати численні рани. Дивом для нього самого стає те, що за втечу він не отримує жодного покарання. У грудні 1932 року Олександр звільняється з табору в Біломорі з правом вибирати місто для життя 3 роки під наглядом. Він вирішує жити в Сталінграді, по дорозі до Сталінграда потрапляє у Ленінград, де відвідує музеї, включно з виставкою "Бандити" з великими фотографіями Петлюри, Винниченка, Тютюнника і Махна. Його робота у Сталінграді була пов'язана з фармакологією. Однак у нього виникають проблеми з документами, які змушують покинути Сталінград. За порадою знайомого чоловік оселяється в Артемівську, що на захід від Сталінграда. Тут його звинувачують у злочині, якого він не вчинив, - розкраданні ліків. У Радянському Союзі, щоб не опинитись знову у в'язниці, треба було ставати інформатором (усі в'язні знали ці неписані правила). Цього прийняти Олександр тоді не міг, тому  просто сідає на потяг і їде до рідного села.
   „Та ось підскочив 1933рік" (О.Канюка). Перед чоловіком постає знебарвлена Україна з голодуючими батьками, які за 4 роки, які він їх не бачив, геть помарніли та зістарілись. Йому не залишається нічого іншого, як тікати з Гужівки у пошуках майбутнього. Батько допомагає з "чистими" документами, за якими Олександр має можливість вільно пересуватись по Україні найближчі 8 років. Канюка їде до Полтави, де знову працює у фармації. Тут теж стоїть голод, на вулицях лежать мертві тіла, які не зразу прибираються. Через кілька тижнів Олександр вирушає в Артемівськ на Донеччині. Знову працює з ліками. Артемівськ виявляється значно кращим місцем для життя - добра їжа, добра робота, вечірня школа. Та скоро його забирають у армію, де ставлять в такі умови, що він погожується бути інформатором, проте виконує свої "обов'язки" геть погано. Його направляють на "чорну" роботу - драяти посуд, прибирати нечистоти, тощо. Виснажений, Олександр підхоплює малярію і стає хронічно хворим. У 1935 році його визнають неспроможним для служби в армії і звільняють. Проте на волі Канюка зустрічає старшу за себе жінку, яка на горілці робить трав'яні настої і ними виліковує його від малярії. Він починає працювати у фармації в Києві, паралельно виконуючи  художні завдання пана Рабиновича у нелегальному бізнесі. Стає очевидним, що Канюка наділений мистецьким талантом.  До того ж, нелегальна праця дала можливість покращити фінансовий стан та відкрила дорогу до навчання у Київському художньо-промисловому училищі (1938-1941). Ці роки принесли художнику і особисте щастя. Саме тут він знайшов свою кохану Женю Божко. Та недовго довелось насолоджуватись життям - у червні 1941 року Друга світова війна докотилась до України. Художник потрапляє у військовий табір на Сумщині, неподалік від Гадяча. Та вже через тиждень опиняється у німецькому полоні. Від голоду та смерті його рятує талант  - виконані ним портрети німецьких офіцерів приносять йому повагу та хліб, а дружба з капітаном Гельмутом дає  можливість подорожувати вільно по всій тогочасній Німеччині. [Архівовано 22 червня 2020 у Wayback Machine.]
Вивчав мистецтво у художній школі (виклдачі: П. Власенко, В. Павленко, М. Рокицький), навчався у Мюнхені АМ (Німеччина, 1946–51; виклачі: В. Гайґер, Є. Преторіус), Міннесотський університет (1952). Репресований, перебував 3 роки у концтаборах. Від 1951 року – у Міннеаполісі.
Автор спогадів «Від Гужівки до Біломорканалу» (1988). Учасник мистецьких виставок від 1960-х років. Персональна – посмертна в Арден-Хіллзі (шт. Міннесота, 2005).
Створював офорти, живописні натюрморти, тематичні картини на теми табірного життя, голодомору, німецької окупації, на релігійні сюжети, розписи у петриківському стилі, мозаїки, кераміку. Ілюстрував українські підручники, книги, журнали. Розробив обкладинку для грамофонової платівки Міннеаполісівського хору «Дніпро» (1975). Окремі роботи зберігаються в Українському культурно-освітньому центрі в Арден-Хіллзі.

## Творчість
Графіка:
- «Генерал Павленко, командир Зимового походу Армії УНР»,
- «Перемога комунізму»,
- «Заповіт Т. Шевченка»,
- «Розкуркулені»,
- «Кінець Другого зимового походу»,
- «Кулеметники»,
- «Отаман»,
- «Розвідка»,
- «Священик»,
- «Смерть хлопчика»,
- «Чоловік у пальто»,
- «В. Бабенко»,
- «Автопортрет»;

Живопис:
- «ГУЛАГ»,
- «Задвірки раю».

### Книги
- Олександер Канюка. Від Гужівки до Біломорканалу: Свідчення концтабірника 30-х р.р. — Нью-Йорк : Науково-Дослідне Товариство Української Термінології, 1988. — 205 с.